# Morti nel 1866
| Questa pagina contiene informazioni ricavate automaticamente dalle voci biografiche con l'ausilio del template Bio e di un bot. L'aggiornamento è periodico e automatico e ricostruisce completamente la pagina. Se manca una persona in questa lista, sei pregato di non aggiungerla, ma accertati piuttosto che la sua voce biografica contenga il template Bio e che i dati anagrafici siano correttamente compilati. Se il template Bio manca, inseriscilo tu stesso o, in alternativa, metti l'avviso {{tmp\|Bio}} che ne segnala la mancanza. Se i dati riportati sono sbagliati, correggi direttamente la voce biografica; le modifiche saranno visibili in questa lista entro pochi giorni. Per chiarimenti vedi il progetto biografie. La lista contiene solo le 309 persone che sono citate nell'enciclopedia e per le quali è stato implementato correttamente il template Bio. Pagina aggiornata al 18 ago 2025. |

## Gennaio(27)
- 5 gennaio - Luigi Manzini, pittore italiano (n. 1805)
- 7 gennaio - Ferdinando Bianchi, patriota e presbitero italiano (n. 1797)
- 7 gennaio - Pinklao, militare siamese (n. 1808)
- 8 gennaio - Basilio Emilio Desiderati, patriota italiano (n. 1840)
- 9 gennaio - Krikor Bedros VIII Der Asdvadzadourian, arcivescovo
- 10 gennaio - Pëtr Pletnëv, poeta e critico letterario russo (n. 1792)
- 13 gennaio - Luigi Randanini, commediografo italiano (n. 1802)
- 14 gennaio - Giovanni Gussone, botanico italiano (n. 1787)
- 15 gennaio - Massimo d'Azeglio, politico, patriota e pittore italiano (n. 1798)
- 15 gennaio - Rudolph von Auerswald, politico tedesco (n. 1795)
- 16 gennaio - Phineas Quimby, filosofo statunitense (n. 1802)
- 17 gennaio - Carlo Canera di Salasco, generale italiano (n. 1796)
- 17 gennaio - George Petrie, pittore, musicista e archeologo irlandese (n. 1790)
- 18 gennaio - Giuseppe Greggiati, religioso italiano (n. 1793)
- 18 gennaio - Carl Wilhelm Götzloff, pittore tedesco (n. 1799)
- 18 gennaio - Agustín Jerónimo de Iturbide, principe messicano (n. 1807)
- 21 gennaio - Madame Saqui, circense, danzatrice e attrice francese (n. 1786)
- 22 gennaio - Oddone Eugenio Maria di Savoia, principe italiano (n. 1846)
- 23 gennaio - Peter Joseph Lenné, architetto del paesaggio tedesco (n. 1789)
- 23 gennaio - Thomas Love Peacock, scrittore e poeta inglese (n. 1785)
- 23 gennaio - Wilhelm Wachsmuth, filologo tedesco (n. 1784)
- 24 gennaio - George Ord, ornitologo statunitense (n. 1781)
- 25 gennaio - Luca Martin di San Martino, nobile italiano (n. 1785)
- 27 gennaio - John Gibson, scultore britannico (n. 1790)
- 27 gennaio - Gustavo Adolfo Noseda, musicista e compositore italiano (n. 1837)
- 31 gennaio - Nicolás Osorio, nobile spagnolo (n. 1793)
- 31 gennaio - Friedrich Rückert, poeta tedesco (n. 1788)

## Febbraio(18)
- 2 febbraio - François-Xavier Garneau, storico, poeta e notaio canadese (n. 1809)
- 5 febbraio - Rodolphe de Maistre, generale italiano (n. 1789)
- 6 febbraio - Juan Gregorio de Las Heras, politico e militare argentino (n. 1780)
- 9 febbraio - Victoire Conroy, nobile britannica (n. 1819)
- 9 febbraio - Rehuel Lobatto, matematico olandese (n. 1797)
- 9 febbraio - Georg von Thurn und Valsassina, generale, diplomatico e nobile austriaco (n. 1788)
- 11 febbraio - Thuwayni bin Sa'id, sovrano omanita (n. 1821)
- 12 febbraio - Louis Madeleine Edouard Dupin de Saint-Andrè, militare francese (n. 1814)
- 12 febbraio - Friedrich Philipp Ritterich, oculista tedesco (n. 1782)
- 17 febbraio - Pietro Martini, storico, bibliotecario e politico italiano (n. 1800)
- 18 febbraio - Carlo Belgrado, patriarca cattolico e diplomatico italiano (n. 1809)
- 18 febbraio - Thomas Hay-Drummond, XI conte di Kinnoull, nobile scozzese (n. 1785)
- 20 febbraio - Rosina Muzio Salvo, scrittrice italiana (n. 1815)
- 21 febbraio - Manuel Felipe Tovar, politico venezuelano (n. 1803)
- 24 febbraio - Bernhard Rudolph Abeken, letterato e filologo tedesco (n. 1780)
- 25 febbraio - John Lee, astronomo, matematico e numismatico britannico (n. 1783)
- 26 febbraio - Nikolaj Aleksandrovič Serno-Solov'evič, scrittore e rivoluzionario russo (n. 1834)
- 28 febbraio - Henryk Rzewuski, romanziere e giornalista polacco (n. 1791)

## Marzo(25)
- 2 marzo - Giuseppe Puccioni, politico italiano (n. 1788)
- 3 marzo - Antonio Calì, scultore e pittore italiano (n. 1788)
- 4 marzo - Félix Danjou, organista e compositore francese (n. 1812)
- 5 marzo - John Conolly, psichiatra britannico (n. 1794)
- 6 marzo - Ignaz Paul Vital Troxler, medico, filosofo e politico svizzero (n. 1780)
- 6 marzo - William Whewell, filosofo, mineralogista e storico della scienza inglese (n. 1794)
- 7 marzo - Ferdinando Baldanzi, arcivescovo cattolico italiano (n. 1789)
- 7 marzo - Siméon-François Berneux, missionario, vescovo cattolico e santo francese (n. 1814)
- 10 marzo - Antonio Pacini, compositore, direttore d'orchestra e editore musicale italiano (n. 1778)
- 10 marzo - Francesco Regli, scrittore e giornalista italiano (n. 1802)
- 14 marzo - Carlo Negrini, tenore italiano (n. 1826)
- 17 marzo - Menachem Mendel Schneersohn, filosofo, mistico e rabbino russo (n. 1789)
- 20 marzo - Rikard Nordraak, compositore norvegese (n. 1842)
- 20 marzo - Antonio Tosti, cardinale italiano (n. 1776)
- 21 marzo - Nadežda Andreevna Durova, ufficiale russa (n. 1783)
- 21 marzo - Marianna Kainz, soprano austriaca (n. 1800)
- 23 marzo - Ferdinand von Arnim, architetto e pittore tedesco (n. 1814)
- 24 marzo - Ferdinando d'Assia-Homburg, nobile (n. 1783)
- 24 marzo - Maria Amalia di Borbone-Due Sicilie, principessa (n. 1782)
- 29 marzo - Floris Adriaan van Hall, politico olandese (n. 1791)
- 29 marzo - John Keble, teologo, poeta e religioso inglese (n. 1792)
- 30 marzo - Marie-Nicolas-Antoine Daveluy, missionario, vescovo cattolico e santo francese (n. 1818)
- 30 marzo - John McDougall, politico statunitense
- 30 marzo - George Rennie, ingegnere britannico (n. 1791)
- 31 marzo - Louis Meijer, pittore olandese (n. 1809)

## Aprile(20)
- 4 aprile - Thomas Hodgkin, medico britannico (n. 1798)
- 9 aprile - André-Michel Guerry, avvocato e statistico francese (n. 1802)
- 11 aprile - Władysław Oleszczyński, scultore polacco (n. 1807)
- 12 aprile - Mikayel Nalbandian, poeta, scrittore e traduttore armeno (n. 1829)
- 15 aprile - Emmanuel Van der Linden d'Hooghvorst, generale e politico belga (n. 1781)
- 17 aprile - Luigi Caflisch, imprenditore svizzero (n. 1791)
- 18 aprile - Apollinarij Petrovič Butenev, diplomatico russo (n. 1787)
- 18 aprile - Ludwig Gottfried Blanc, filologo tedesco (n. 1781)
- 18 aprile - Luca Passi, presbitero italiano (n. 1789)
- 18 aprile - Auguste Walras, economista francese (n. 1801)
- 21 aprile - Jane Welsh Carlyle, scrittrice scozzese (n. 1801)
- 22 aprile - Anne Thynne, zoologa, ittiologa e geologa britannica (n. 1806)
- 23 aprile - Raffaele Carrascosa, generale e politico italiano (n. 1779)
- 23 aprile - Charles Grant Glenelg, politico britannico (n. 1778)
- 24 aprile - Anastasius Hartmann, vescovo cattolico svizzero (n. 1803)
- 24 aprile - Émile Herbillon, generale francese (n. 1794)
- 24 aprile - Giuseppe Tominz, pittore italiano (n. 1790)
- 25 aprile - Giuseppe Torelli, scrittore, giornalista e politico italiano (n. 1816)
- 26 aprile - Hermann Mayer Salomon Goldschmidt, astronomo e pittore tedesco (n. 1802)
- 29 aprile - Joseph Dixon, arcivescovo cattolico irlandese (n. 1806)

## Maggio(21)
- 2 maggio - Teodoro Lechi, generale italiano (n. 1778)
- 3 maggio - Giuseppe Pace, militare e politico italiano (n. 1826)
- 4 maggio - Édouard Méry, ingegnere francese (n. 1805)
- 4 maggio - Julien Vallou de Villeneuve, pittore, litografo e fotografo francese (n. 1795)
- 7 maggio - Oreste Biancoli, politico italiano (n. 1806)
- 7 maggio - Carlos A. Waite, generale statunitense (n. 1797)
- 8 maggio - Giorgio Jan, entomologo, zoologo e botanico italiano (n. 1791)
- 10 maggio - Joseph-Charles-Anthelme Cassaignolles, generale francese (n. 1806)
- 11 maggio - George Edmund Badger, politico statunitense (n. 1795)
- 14 maggio - Giacomo De Vincentiis, arcivescovo cattolico italiano (n. 1775)
- 14 maggio - Henrik Weber, pittore ungherese (n. 1818)
- 15 maggio - William Henry Harvey, botanico e medico irlandese (n. 1811)
- 17 maggio - Adolf Bernhard Marx, compositore, musicologo e critico musicale tedesco (n. 1795)
- 20 maggio - Lemuel Cook, militare statunitense (n. 1759)
- 21 maggio - Paolo III Antonio Esterházy di Galantha, nobile, politico e diplomatico ungherese (n. 1786)
- 24 maggio - Giuseppe Rondizzoni, militare italiano (n. 1788)
- 25 maggio - Angelo Brofferio, poeta, politico e drammaturgo italiano (n. 1802)
- 25 maggio - José Ignacio Pavón, politico e militare messicano (n. 1791)
- 29 maggio - Winfield Scott, generale statunitense (n. 1786)
- 31 maggio - Alfred Dalton, generale francese (n. 1815)
- 31 maggio - Mariano da Roccacasale, religioso italiano (n. 1778)

## Giugno(27)
- 1º giugno - Julien Guillemot, ufficiale francese (n. 1786)
- 1º giugno - Ester Mombelli, mezzosoprano italiano (n. 1794)
- 1º giugno - Carlo Rinaldini, patriota e storico italiano (n. 1824)
- 1º giugno - George Stanhope, VI conte di Chesterfield, nobile e politico inglese (n. 1805)
- 4 giugno - Robert Kaye Greville, botanico e micologo inglese (n. 1794)
- 5 giugno - John McDouall Stuart, esploratore britannico (n. 1815)
- 7 giugno - Capo Seattle, condottiero nativo americano
- 8 giugno - Ludwig von Sayn-Wittgenstein-Berlenburg, nobile russo (n. 1799)
- 9 giugno - Stefano Marianini, fisico italiano (n. 1790)
- 10 giugno - Charles Noel, I conte di Gainsborough, nobile e politico inglese (n. 1781)
- 11 giugno - Theodor Kotschy, botanico austriaco (n. 1813)
- 13 giugno - Antonio Nomis di Pollone, funzionario e politico italiano (n. 1799)
- 16 giugno - James St Clair-Erskine, III conte di Rosslyn, generale e politico scozzese (n. 1802)
- 17 giugno - Lewis Cass, politico statunitense (n. 1782)
- 17 giugno - Joseph Méry, scrittore, drammaturgo e librettista francese (n. 1797)
- 18 giugno - Jacobus Theodorus Abels, pittore olandese (n. 1803)
- 18 giugno - Tommaso Giuseppe Luigi Girod, magistrato e politico italiano (n. 1799)
- 21 giugno - Louis Étienne Watelet, pittore francese (n. 1780)
- 23 giugno - Leonzio Armelonghi, avvocato, politico e magistrato italiano (n. 1827)
- 23 giugno - Eliodoro Spech, tenore e patriota italiano (n. 1810)
- 24 giugno - Giuseppe Giacomo Cotti, militare italiano (n. 1838)
- 24 giugno - Stefano Giuliano Messaggi, militare e patriota italiano (n. 1840)
- 24 giugno - Antonio Ottavi, patriota e militare italiano (n. 1831)
- 24 giugno - Onorato Rey di Villarey, generale italiano (n. 1816)
- 24 giugno - Rainero Taddei, patriota e militare italiano (n. 1823)
- 25 giugno - Alexander von Nordmann, biologo finlandese (n. 1803)
- 28 giugno - Guglielmo Gasparrini, botanico e micologo italiano (n. 1803)

## Luglio(28)
- 3 luglio - Angelo Bottino, militare italiano (n. 1834)
- 3 luglio - Ferdinand Poschacher von Poschach, militare austriaco (n. 1819)
- 4 luglio - Nicostrato Castellini, patriota italiano (n. 1829)
- 5 luglio - Henry Petty-FitzMaurice, IV marchese di Lansdowne, nobile e politico inglese (n. 1816)
- 6 luglio - George Bruce, inventore e imprenditore scozzese (n. 1781)
- 7 luglio - Adolph Diesterweg, educatore e politico tedesco (n. 1790)
- 7 luglio - Carl von Heyden, politico e entomologo tedesco (n. 1793)
- 9 luglio - Antonio Matteucci, cardinale italiano (n. 1802)
- 16 luglio - Antonio Flores, scrittore spagnolo (n. 1818)
- 16 luglio - George Spencer, nobile e vescovo anglicano britannico (n. 1799)
- 16 luglio - Caleb Smith Woodhull, politico e avvocato statunitense (n. 1792)
- 18 luglio - Antonio Fagiuoli, patriota italiano (n. 1847)
- 18 luglio - Giulio Grossi, patriota italiano
- 18 luglio - Francesco Valentini, patriota e giornalista italiano (n. 1836)
- 20 luglio - Gustavo Alziary di Malaussena, militare italiano (n. 1833)
- 20 luglio - Pier Carlo Boggio, patriota, giornalista e politico italiano (n. 1827)
- 20 luglio - Ippolito Caffi, pittore italiano (n. 1809)
- 20 luglio - Alfredo Cappellini, ufficiale italiano (n. 1828)
- 20 luglio - Emilio Faà di Bruno, militare e marinaio italiano (n. 1820)
- 20 luglio - Bernhard Riemann, matematico e fisico tedesco (n. 1826)
- 20 luglio - Tokugawa Iemochi, militare giapponese (n. 1846)
- 21 luglio - Giovanni Chiassi, patriota, militare e politico italiano (n. 1827)
- 21 luglio - Enrico Novaria, patriota e militare italiano (n. 1839)
- 23 luglio - Théodore Muret, drammaturgo, storico e saggista francese (n. 1808)
- 25 luglio - Brita Sofia Hesselius, fotografa e insegnante svedese (n. 1801)
- 27 luglio - Charlotte Clive, nobildonna inglese (n. 1787)
- 29 luglio - Michail Nikolaevič Lermontov, ammiraglio russo (n. 1792)
- 29 luglio - Madame Clicquot Ponsardin, imprenditrice francese (n. 1777)

## Agosto(27)
- 1º agosto - Luigi Carlo Farini, medico, storico e politico italiano (n. 1812)
- 1º agosto - John Ross, nativo americano (n. 1790)
- 3 agosto - Friedrich Karl Hermann Kruse, storico tedesco (n. 1790)
- 3 agosto - Joachim von Münch-Bellinghausen, diplomatico austriaco (n. 1786)
- 6 agosto - Christian Eric Fahlcrantz, scrittore svedese (n. 1790)
- 6 agosto - Louis von Mutius, generale prussiano (n. 1796)
- 6 agosto - George Pratt, II marchese di Camden, nobile e politico inglese (n. 1799)
- 9 agosto - Giuseppe Lella, banchiere e politico italiano (n. 1803)
- 10 agosto - Ignace Brice, pittore belga (n. 1795)
- 11 agosto - Annibale Ranuzzi, geografo e patriota italiano (n. 1810)
- 11 agosto - Raffaello Sernesi, pittore e patriota italiano (n. 1838)
- 13 agosto - Gerolamo Pallotta, politico italiano (n. 1804)
- 14 agosto - Karol Kuzmány, scrittore, giornalista e pastore protestante slovacco (n. 1806)
- 14 agosto - Georg Ferdinand von Waldburg-Zeil, nobile, presbitero e missionario tedesco (n. 1823)
- 15 agosto - Giuseppe Trombone de Mier, militare italiano (n. 1822)
- 16 agosto - Antonietta Bisi, pittrice italiana (n. 1813)
- 17 agosto - Antonio Salvotti, magistrato austriaco (n. 1789)
- 18 agosto - Claudio Gonnet, politico e generale italiano (n. 1795)
- 18 agosto - Georg Heinrich Mettenius, botanico tedesco (n. 1823)
- 19 agosto - Leopold August Warnkönig, giurista tedesco (n. 1794)
- 20 agosto - Maria De Mattias, religiosa italiana (n. 1805)
- 21 agosto - Emmanuel Bich, medico e politico italiano (n. 1800)
- 21 agosto - Filippo Canuti, patriota italiano (n. 1802)
- 21 agosto - Antonio Gazzoletti, giurista e poeta italiano (n. 1813)
- 24 agosto - Max Haushofer, pittore tedesco (n. 1811)
- 25 agosto - William Craven, II conte di Craven, nobile inglese (n. 1809)
- 26 agosto - Joseph Weydemeyer, politico e militare tedesco (n. 1818)

## Settembre(24)
- 1º settembre - Léon Gozlan, scrittore francese (n. 1803)
- 5 settembre - Jules Dupuit, ingegnere e economista francese (n. 1804)
- 6 settembre - Francis Baring, I barone Northbrook, politico britannico (n. 1796)
- 6 settembre - Clement Comer Clay, politico statunitense (n. 1789)
- 7 settembre - Matthias William Baldwin, imprenditore statunitense (n. 1795)
- 8 settembre - Gustav Biedermann Günther, chirurgo tedesco (n. 1801)
- 9 settembre - Gergely Czuczor, poeta, lessicografo e filologo ungherese (n. 1800)
- 9 settembre - Alessandro Rizza, patriota e naturalista italiano (n. 1817)
- 12 settembre - Emanuele Marongiu Nurra, giurista, arcivescovo cattolico e scrittore italiano (n. 1794)
- 13 settembre - Ippolito D'Aste, scrittore e drammaturgo italiano (n. 1810)
- 14 settembre - Joseph Wattmann, chirurgo austriaco (n. 1789)
- 15 settembre - Konstantin Dmitrievič Flavickij, pittore russo (n. 1830)
- 15 settembre - Augustus Addison Gould, medico e zoologo statunitense (n. 1805)
- 15 settembre - Dmitrij Vladimirovič Karakozov, rivoluzionario russo (n. 1840)
- 15 settembre - Carlo Varese, medico, scrittore e storico italiano (n. 1793)
- 17 settembre - Francesco Maria da Camporosso, religioso italiano (n. 1804)
- 19 settembre - Christian Hermann Weisse, filosofo e teologo tedesco (n. 1801)
- 20 settembre - Fritz L'Allemand, pittore austriaco (n. 1812)
- 21 settembre - Lorenzo Ercoliani, scrittore italiano (n. 1806)
- 21 settembre - Ulric Guttinguer, scrittore e poeta francese (n. 1787)
- 22 settembre - Heinrich Philipp August Damerow, psichiatra tedesco (n. 1798)
- 23 settembre - Giovanni Battista Chiarlone, militare italiano (n. 1821)
- 25 settembre - Karl Ludwig Hencke, astronomo tedesco (n. 1793)
- 26 settembre - Carl Jonas Love Almquist, scrittore svedese (n. 1793)

## Ottobre(17)
- 1º ottobre - Maria Susanna Cummins, scrittrice statunitense (n. 1827)
- 3 ottobre - Giulio Fiastri, militare italiano (n. 1829)
- 6 ottobre - Carlo Caccia Dominioni, vescovo cattolico italiano (n. 1802)
- 6 ottobre - Lorenzo Doveri, architetto italiano (n. 1799)
- 12 ottobre - Diederich Franz Leonhard von Schlechtendal, botanico e micologo tedesco (n. 1794)
- 13 ottobre - Charles Amyot, giurista e entomologo francese (n. 1799)
- 18 ottobre - Manuel Bulnes, generale e politico cileno (n. 1799)
- 18 ottobre - Philipp Franz von Siebold, medico e botanico tedesco (n. 1796)
- 18 ottobre - Édouard Thouvenel, politico e diplomatico francese (n. 1818)
- 19 ottobre - Ján Krstiteľ Scitovský, cardinale e arcivescovo cattolico slovacco (n. 1785)
- 21 ottobre - Francesco Bagnara, scenografo, decoratore e architetto del paesaggio italiano (n. 1784)
- 21 ottobre - Gerardo De Felice, brigante italiano (n. 1828)
- 22 ottobre - Carlo Gemmellaro, naturalista e geologo italiano (n. 1787)
- 23 ottobre - Nikolaj Nikolaevič Murav'ëv, generale e nobile russo (n. 1794)
- 24 ottobre - Giovanni Interdonato, politico italiano (n. 1810)
- 29 ottobre - James Beckwourth, esploratore statunitense (n. 1798)
- 29 ottobre - Giulio Cesare Da Passano, patriota e politico italiano (n. 1818)

## Novembre(23)
- 2 novembre - Charles Louis François Marion, generale francese (n. 1803)
- 3 novembre - Alessio I di Bentheim-Steinfurt, principe tedesco (n. 1781)
- 3 novembre - Johann Franz von Schaffgotsch, generale austriaco (n. 1792)
- 6 novembre - John Beresford, IV marchese di Waterford, politico irlandese (n. 1814)
- 6 novembre - Christian Albrecht Bluhme, politico danese (n. 1794)
- 10 novembre - Charles Duveyrier, drammaturgo, librettista e filosofo francese (n. 1803)
- 11 novembre - Gaetano Baluffi, cardinale e arcivescovo cattolico italiano (n. 1788)
- 11 novembre - Sof'ja Aleksandrovna Samojlova, nobildonna russa (n. 1797)
- 13 novembre - William Parker, I baronetto di Shenstone, ammiraglio britannico (n. 1781)
- 14 novembre - Michele del Portogallo, re portoghese (n. 1802)
- 15 novembre - Garabet Amira Balyan, architetto ottomano (n. 1800)
- 15 novembre - Francesco De Lazara, nobile e politico italiano (n. 1805)
- 19 novembre - Franz Xaver von Paumgartten, generale austriaco (n. 1811)
- 20 novembre - Otto Karl Berg, botanico e farmacista tedesco (n. 1815)
- 20 novembre - Jean-Jacques Willmar, politico lussemburghese (n. 1792)
- 23 novembre - Cave Johnson, politico statunitense (n. 1793)
- 25 novembre - Giulio Sarti, ingegnere italiano (n. 1798)
- 26 novembre - Carlo Michelagnoli, religioso e dirigente pubblico italiano (n. 1795)
- 26 novembre - Adrien-François Servais, violoncellista belga (n. 1807)
- 29 novembre - Sophie Löwe, soprano tedesco (n. 1815)
- 29 novembre - Cornelia Sale Mocenigo Codemo, poetessa e traduttrice italiana (n. 1792)
- 30 novembre - Martial de Guernon-Ranville, magistrato e politico francese (n. 1787)
- 30 novembre - John Mercer, chimico britannico (n. 1791)

## Dicembre(21)
- 1º dicembre - George Everest, geografo e cartografo britannico (n. 1790)
- 1º dicembre - Georg Fresenius, botanico e medico tedesco (n. 1808)
- 3 dicembre - Edward Hincks, orientalista, egittologo e assiriologo irlandese (n. 1792)
- 3 dicembre - Jan Křtitel Václav Kalivoda, compositore, violinista e direttore d'orchestra ceco (n. 1801)
- 3 dicembre - Ernst von Pfuel, generale e politico prussiano (n. 1779)
- 5 dicembre - Camille Montagne, medico, botanico e micologo francese (n. 1784)
- 9 dicembre - Jean-Hilaire Belloc, pittore francese (n. 1786)
- 11 dicembre - Francesco Carbonieri, avvocato, patriota e politico italiano (n. 1809)
- 15 dicembre - Giovacchino Benini, scrittore e avvocato italiano (n. 1799)
- 18 dicembre - Giovanni Battista Cassinis, giurista e politico italiano (n. 1806)
- 18 dicembre - Pietro Fraticelli, editore, critico letterario e matematico italiano (n. 1803)
- 19 dicembre - Michail Vasil'evič Butaševič-Petraševskij, linguista, giornalista e attivista russo (n. 1821)
- 21 dicembre - William J. Fetterman, militare e ufficiale statunitense (n. 1833)
- 21 dicembre - Joseph Pelloux, politico italiano (n. 1799)
- 22 dicembre - Thomas-Marie-Joseph Gousset, cardinale e arcivescovo cattolico francese (n. 1792)
- 23 dicembre - Franz von Mertens, generale austriaco (n. 1806)
- 25 dicembre - Giuseppe Bianchi, astronomo italiano (n. 1791)
- 25 dicembre - Paul Duport, drammaturgo e librettista francese (n. 1798)
- 26 dicembre - Samuel Ryan Curtis, generale statunitense (n. 1805)
- 26 dicembre - Paul Édouard Damiguet de Vernon, generale francese (n. 1810)
- 31 dicembre - Pierre Bourla, architetto e insegnante belga (n. 1783)

## Senza giorno specificato(31)
- Vincenzo Abbati, pittore italiano (n. 1803)
- Sani ol molk, pittore, miniaturista e illustratore iraniano (n. 1814)
- Sarah Anne Bright, artista e fotografa britannica (n. 1793)
- Matilde Calandrini, educatrice italiana (n. 1794)
- Paul Gavarni, disegnatore e pittore francese (n. 1804)
- Jean Henri de Coene, pittore belga (n. 1798)
- Boris Artem'evič Čorikov, storico e pittore russo (n. 1802)
- Cayetano Descalzi, pittore italiano (n. 1809)
- Emil Dessewffy, patriota ungherese (n. 1814)
- Jean-Basile Folliet, politico francese (n. 1784)
- Louis Fraser, zoologo britannico (n. 1810)
- Alphonse Grün, avvocato francese (n. 1801)
- August Franz von Haxthausen, agronomo tedesco (n. 1792)
- Lal Singh, nobile indiano
- Cassandra Luci, nobildonna italiana (n. 1785)
- Alexandre-Pierre Odart, nobile e scrittore francese (n. 1778)
- Adèle d'Osmond, nobile francese (n. 1781)
- Gaetano Parenti, politico italiano (n. 1792)
- Piccola Montagna, nativo americano
- Nicolas Rieussec, orologiaio francese (n. 1781)
- Teodolinda Sabaino Migliara, pittrice italiana (n. 1814)
- Michele Shervashidze, principe abcaso (n. 1806)
- Valentino Solmi, pittore e scenografo italiano (n. 1810)
- Salomon Steinheim, filosofo e poeta tedesco (n. 1789)
- Giuseppe Vaccaro, pittore e scultore italiano (n. 1793)
- Joseph Vanini, generale francese (n. 1810)
- Lucien Vidi, inventore francese (n. 1805)
- Samuel Wilderspin, educatore britannico (n. 1791)
- Sabah II Al Sabah, sovrano kuwaitiano (n. 1784)
- Sultan I bin Saqr al-Qasimi, sovrano emiratino (n. 1781)
- Lorenzo De Conciliis, patriota italiano (n. 1776)